# 武藤浩
武藤 浩（むとう ひろし、1956年〈昭和31年〉2月23日 - ）は、日本の運輸・国土交通官僚。

## 来歴
愛知県出身。愛知県立旭丘高等学校を経て、1979年（昭和54年）、京都大学法学部を卒業し、運輸省へ入省。
入省後、航空局航空事業課長、国土交通省大臣官房広報課長、国土交通省総合政策局観光企画課長、国土交通省大臣官房人事課長、同審議官（海事局・港湾局担当）、航空局監理部長などを歴任。
2009年（平成21年）7月14日、観光庁次長に就任。
2011年（平成23年）9月16日、国土交通省大臣官房総括審議官に就任。
2012年（平成24年）9月11日、自動車局長に就任。
2013年（平成25年）8月1日、国土交通省大臣官房長に就任。
2014年（平成26年）7月8日、国土交通審議官に就任。
2016年（平成28年）6月21日、国土交通事務次官に就任。
2017年（平成29年）7月7日、退官。
2018年（平成30年）1月11日、みずほ銀行顧問に就任。同年2月1日、ぐるなび総研顧問に就任。
2019年（平成31年）4月8日、学校法人國學院大學顧問に就任。